# Samsung Galaxy Store

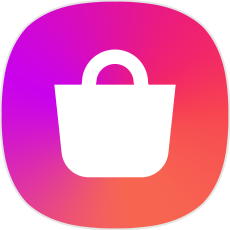
Samsung Galaxy Store

Samsung Galaxy Store (comercializado como Galaxy Store; anteriormente conhecido como Samsung Apps e Galaxy Apps) é uma loja de aplicativos usada para dispositivos fabricados pela Samsung Electronics que foi lançada em setembro de 2009.
O serviço vem integrado aos dispositivos móveis da Samsung, incluindo smartphones Samsung Galaxy, Samsung Gear e telefones básicos inteligentes (como os modelos REX e Duos).
A loja está disponível em 125 países e oferece aplicativos para Android, Tizen, Windows Mobile e bada. A loja mantém os aplicativos atualizados por meio do Samsung Push Service, um serviço instalado em mais de um bilhão de dispositivos móveis ao longo dos anos.

## Critério de classificação
Para garantir a segurança e o bem-estar das crianças, a Samsung Galaxy Store utiliza um sistema de classificação que indica o nível de adequação dos aplicativos para cada faixa etária.
| Classificação | Restrito? | Descrição |
| ------------- | --------- | --- |
| Tudo          | Não       | Essa classificação indica que os aplicativos são apropriados para todas as idades. Os aplicativos com essa classificação não devem conter nenhum material explícito ou inadequado. |
| 4+            | Não       | Essa classificação sugere que os aplicativos são adequados para crianças a partir de 4 anos. Os aplicativos com essa classificação não devem conter nenhum material explícito ou impróprio. |
| 12+           | Não       | Essa classificação indica que os aplicativos são apropriados para adolescentes a partir de 12 anos. Os aplicativos com essa classificação podem conter cenas de violência moderada, conteúdo sexual moderado e linguagem ofensiva moderada.                                                                                                  |
| 16+           | Não       | Essa classificação sugere que os aplicativos são adequados para jovens a partir de 16 anos. Os aplicativos com essa classificação podem conter cenas de violência moderada, conteúdo sexual moderado, linguagem ofensiva moderada, humor vulgar, sangue moderado e jogos de apostas simulados.                                               |
| 18+           | Sim       | Essa classificação indica que os aplicativos são exclusivos para adultos. Os aplicativos com essa classificação podem conter cenas de violência intensa, conteúdo sexual explícito, linguagem ofensiva extrema, consumo de álcool, consumo de tabaco e jogos de apostas reais. Esses aplicativos não são recomendados para menores de idade. |
| Banido        | Sim       | Essa classificação significa que os aplicativos não podem ser adquiridos por conterem conteúdo extremamente inapropriado. |

## Aplicativos fornecidos pela Samsung
- Booking.com[2]
- The Weather Channel[3]
- Yelp[4]
- Device Assistance
- Samsung Archive
- Calendário
- Samsung Cloud (até 2021)[5]
- Samsung Gallery
- Samsung Gear
- Fit Manager
- Samsung Health
- Samsung Internet
- Samsung Keyboard
- My Knox
- Samsung Level
- Samsung Link
- Quick Measure
- Samsung Messages
- Samsung Music
- Samsung My Files
- Samsung Notes
- Samsung Pay
- Samsung Smart Home
- Samsung Smart Switch
- Samsung TTS (conversor de texto em voz)
- Galaxy View Remote
- Samsung Video Library
- Samsung Voice Recorder
- Samsung Game Plugins
- iWorkConverter